# Dövkultur
Dövkultur innebär att den teckenspråkiga döva befolkningen utgör en språklig och kulturell minoritet.

## Historia
I forntiden härskade mycket falska föreställningar om "dövstummas" undervisning och uppfostran. Den grekiske filosofen Aristoteles (384–322 f.Kr.) menade till exempel att den som är född döv är en oförnuftig varelse och oemottaglig för någon slags bildning. En helt annan föreställning om de döva rådde hos egyptierna och perserna, vilka ansåg att de döva var omhuldade av gudamakterna och därför behandlade dem med kärlek och vördnad. Huruvida de uträttade någonting för deras utbildning är dock inte känt.
Efter kristendomens framträdande dröjde det mycket länge, innan något slags dövundervisning startade. Till och med kyrkofadern Augustinus (400 e.Kr.) uttalar sig om de döva i samma anda som Aristoteles. "Det är omöjligt för den dövfödda att komma till tron", sade han, "ty tron kommer av predikan, av det som man hör. Den dövstumma kan varken lära att läsa eller skriva". Den förste man känner till som undervisade en döv person och därigenom vederlade dylika falska omdömen, var biskopen av York John of Beverley (700). Det nästa kända försöket med dövundervisning gjordes av humanisten Rudolf Agricola (död 1485). Under 1500-talet förekom sådana försök allt oftare, och från den tiden har man kunnat tala om en dövundervisningens historia. I Spanien, England och Nederländerna med flera länder började man då sysselsätta sig med de dövas undervisning, varmed flera skrifter i detta ämne utgavs.

### Dövundervisningens början
Under 1500-talet startade skolundervisningen för döva. Detta var dock främst tillgängligt för de döva barn som hade rika familjer, eftersom det handlade om privatundervisning. Innan dess hade man lång tid tillbaka felaktigt trott att ljud och språk hängde ihop, hade man inte förmågan att höra kunde man heller inte tillägna sig språk. Inte förrän på 1700-talet startades de första allmänna dövskolorna. Den allra första dövskolan startades i Paris av den franske prästen Abbé de l’Epée. Denna man kom att betyda mycket för teckenspråkets utveckling och ställning. De l’Epée använde sig av den metod som kom att kallas den franska metoden eller teckenmetoden, vilken innebar att undervisningen skedde på teckenspråk. Han fascinerades av de döva elevernas naturliga sätt att kommunicera och ansåg teckenspråk vara lika rikt som talade språk. Han utbildade även dövlärare från många olika länder, vilket gjorde att hans metod spred sig över Europa.
Samtidigt som de l’Epée undervisade och utvecklade teckenmetoden i Frankrike, fanns det en dövpedagog i Tyskland som förespråkade en helt annan metod. Han hette Samuel Heinicke och ansåg teckenspråk vara fattigt, otillräckligt och dessutom hämmande för talspråksutvecklingen. Hans undervisningsmetod kom att kallas den tyska metoden eller den orala metoden, oralism, och gick ut på att eleverna skulle lära sig tala och läsa på läppar. De l’Epée och Heinicke förde hätsk brevväxling om undervisningsmetodernas för- och nackdelar. De två pedagogerna var allt annat än goda vänner.

### Pär Aron Borg och Manillaskolan
Men det var de l’Epée och teckenmetoden som kom att inspirera en man vid namn Pär Aron Borg till att starta den första dövskolan i Sverige. Borg ägnade sig från början åt att undervisa blinda, men efter att ha sett en pjäs på Kungliga Operan i Stockholm, som handlade om Abbé de l’Epée, väcktes hans intresse för döva. 1809 startade han den första svenska dövskolan, som senare kom att heta Manillaskolan. Manillaskolan var belägen de första åren på Drottninggatan i Stockholm. 1812 flyttades skolan ut till Djurgården och bedrevs då som ett internat. Byggnaden Öfre Manilla användes som boende för både lärare och elever. Eleverna stannade på skolan mellan 1 och 10 år, i vissa fall ännu längre. Eleverna på Manillaskolan var både betalande och frielever. Frielever var barn som hade valts ut av den styrelse som fanns i varje stift i landet, och fick då bidrag från kungliga huset eller skolans egna fondmedel. Många av skolans elever kom från andra delar av landet, och hade långa resvägar. Flera av dessa barn kom från fattiga familjer och hade inte råd att ta sig hem under lov och blev därför kvar på skolan under många år. Manillaskolan är än idag i bruk som en av Sveriges dövskolor, dock utan internat.

### Dövundervisningens utveckling
1864 grundades världens första, och fortfarande idag, enda universitet för döva, Gallaudet University i USA.
I och med den internationella dövlärarkongress som hölls i Milano 1880 förändrades allt. Milanokongressen, dit lärare från hela Europa samlades för att diskutera dövas undervisning, kom att bli starten på en mörk period för många döva. Under denna kongress beslutades att den orala metoden var överlägsen, teckenspråket ansågs primitivt, och därför skulle all undervisning ske på talat språk. Teckenspråket förbjöds i skolorna och eleverna skulle själva lära sig tala samt läsa på läppar. Det ska tilläggas att de döva lärarna vid denna kongress inte hade rätt att rösta. Oralismen kom att härska över dövundervisningen i de nordiska länderna ända fram till 1980-talet och gör det i många andra länder än idag.
Oralismen fick stora konsekvenser för många döva. På grund av att tal- och hörselträning upptog majoriteten av undervisningstiden i skolan, försummades andra ämnen. Detta bidrog till att dövas utbildningsnivå sjönk drastiskt efter 1880. Därmed minskade också möjligheten till högre studier och välbetalda jobb. Dessutom förbjöds döva att arbeta på offentliga platser såsom inom kommunen, landstinget och staten i början på 1900-talet. Detta innebar exempelvis att döva lärare fick sluta sina arbeten, vilket ytterligare stärkte den orala undervisningsmetoden.
Under mitten av 1900-talet spädde utvecklandet av ny teknik kring hörselhjälpmedel på tron om att döva behövde ljud och tal. Det resonerades kring att om man hade tillräckligt bra hörapparater kunde vem som helst lära sig höra. Man försökte med andra ord normalisera döva och göra dem “hörande” och fokus blev att hörselnedsättningen skulle botas.
Förr var många barn som föddes döva i en hörande familj med om de så kallade ”sju vita åren”. Dessa år var barnen utan språk fram till den dagen de började skolan och träffade andra döva barn och lärare och på det sättet lärde sig teckenspråk. Föräldrar blev informerade om hur de skulle bota barnens dövhet genom att tala högt rakt in i öronen för att träna örat att uppfatta ljud. Denna metod fungerade inte och många föräldrar fick svårt att kommunicera med sina barn. Döva barn hade inte mer kommunikation med sina föräldrar än genom några få hemmagjorda tecken. Många barn tappade helt kontakten med sina familjer efter att de börjat skolan och fått tillgång till teckenspråk. Närheten till språk, samhörigheten samt möjligheten att göra sig förstådd gjorde att många döva barn upplevde en bättre samhörighet med elever och lärare på skolan än med sin egen biologiska familj.
Oralismen hade övertag i dövsskolorna, men det var tack vare just dövskolorna och olika dövföreningar, som började bildas i början av 1900-talet, som teckenspråket hölls vid liv. Även om barnen inte fick lov att teckna på lektionerna gjorde de det i smyg och på rasterna. Dövföreningarna samlade döva från hela Sverige för att umgås och kommunicera på sitt naturliga språk. Föreningarna kom att tillsammans med dövskolorna betyda mycket för teckenspråkets utveckling och överlevnad.
Sveriges Dövas Riksförbund bildades 1922 och förde från sin start en outtröttlig kamp för teckenspråket, som till slut resulterade i ett officiellt erkännande av riksdagen 1981. Därmed fastslog man att teckenspråket var ett självständigt språk och också dövas modersmål. Detta ledde till att läroplanen skrevs om så att undervisningen i dövskolorna skulle ske på teckenspråk. Synen på teckenspråk förändrades. Detta mycket tack vare den teckenspråksforskning som i Sverige startade vid Stockholms universitet i början av 1970-talet. Brita Bergman, som var med och startade denna forskning, kom att bli världens första professor i teckenspråk.

## Döv som identitet
Både en person som inte hör någonting alls och en person som hör såpass bra att denne kan prata i telefon, kan benämna sig själv som döv. Ur ett medicinskt perspektiv brukar man prata om dövhet för att benämna en hörselförlust, men att kalla sig döv står inte i direkt relation till vilken typ av hörselnedsättning man har, utan har mer att göra med känslan av tillhörighet i en kulturell och språklig gemenskap som utgörs av teckenspråk. Timothy Reagan, professor i lingvistik, menar att tecknet för döv inte bara behöver betyda ”person med avsaknad av hörsel”, utan att det kan lika gärna betyda ”mina vänner”.
Man brukar prata om tre olika grupper inom den grupp av individer som benämner sig som döva:
- Personen hör, kan förstå innebörden av ljuden och urskilja vilka ljud som hörs.
- Personen hör, men kan inte processa det ljud den hör.
- Personen kan inte uppfatta något ljud alls.

## Dövblindhet
Personer med dövblindhet har både grava syn- och hörselskador, men behöver dock inte vara helt döv eller helt blind. År 2007 antog Nordiskt Ledarforum i Reykjavik en nordisk definition av ordet dövblindhet:
"Dövblindhet är ett särskilt funktionshinder. Dövblindhet är en kombination av funktionsnedsättningarna syn och hörsel. Det begränsar en persons aktiviteter och inskränker full delaktighet i sådan grad att samhället behöver underlätta med specifika serviceinsatser, miljömässiga förändringar och/eller tekniska lösningar."
En vanlig orsak till dövblindhet är Ushers syndrom. Personer med dövblindhet delas in i två huvudgrupper: personer med medfödd dövblindhet och personer som utvecklat dövblindhet senare i livet.

### Personer med medfödd dövblindhet
Hit räknas de som har en medfödd syn- och hörselnedsättning eller som har mist både syn och hörsel innan de har tillägnat sig ett språk. Personer med medfödd dövblindhet har också ofta ytterligare funktionshinder, till exempel autism eller utvecklingsstörning. I Sverige finns cirka 400 personer med medfödd dövblindhet.

### Personer som blivit dövblinda senare i livet
Till den här gruppen räknas de som redan har en syn- eller hörselnedsättning och senare i livet får ytterligare en nedsättning av antingen syn eller hörsel. Hit räknas även de som får en nedsättning av både syn och hörsel senare i livet. I Sverige finns cirka 1 300 personer som blivit dövblinda senare i livet. Inom gruppen kan man skilja på följande undergrupper:
1. Primärt döva eller hörselskadade personer som fått en synnedsättning senare i livet.
2. Primärt blinda eller synskadade personer som fått en hörselnedsättning senare i livet.
3. Normalt hörande och seende personer som fått både en syn- och hörselnedsättning senare i livet.

### Kommunikation
Vilken kommunikationsmetod en person med dövblindhet använder sig av beror helt på vilken grad av hörsel- resp. synnedsättning personen har. En del dövblinda kommunicerar via tal, andra använder sig av visuellt eller taktilt teckenspråk. Taktilt teckenspråk innebär att personen avläser teckenspråk med händerna, genom att lägga en eller båda händerna på samtalspartnerns händer. Många dövblinda är beroende av tolkar för att kunna kommunicera med andra människor. För mer information om dövblindtolkning, se Tolkning.

## Tolkning

### Teckenspråkstolkning
En teckenspråkstolk har till uppgift att tolka mellan talat språk och teckenspråk. Som namnet antyder, handlar det om tolkning och inte om översättning, dvs. tolken tar in information på det ena språket och väljer sedan det bästa sättet att förmedla budskapet. En tolk har alltid tystnadsplikt samt måste hålla sig objektiv, dvs. ska inte uttrycka sina egna åsikter i en tolksituation.

### Dövblindtolkning
Dövblindtolkning innebär tolkning till personer med kombinerad syn- och hörselnedsättning. Denna typ tolkning består av tre delar; tolkning av vad som sägs, syntolkning och ledsagning. Tolkning av vad som sägs kan ske på olika sätt, beroende på vilket kommunikationssätt tolkanvändarna använder sig av, till exempel från talspråk till taktilt teckenspråk, från taktilt teckenspråk till talspråk eller från visuellt teckenspråk till taktilt teckenspråk. Taktilt teckenspråk innebär att teckenspråket uppfattas med känseln, dvs händerna. Syntolkning innebär att tolken beskriver miljöer, personer, händelser, socialt samspel – i princip allt som uppfattas med synen. Ledsagning består av stöd vid förflyttning, till exempel vid enklare resor från hem till jobb. All dessa tre delar inom dövblindtolkning sker oftast simultant.

### Skrivtolkning
Många som förlorat sin hörsel i vuxen ålder föredrar att använda sig av skrivtolkning, hellre än teckenspråkstolkning. Det innebär att tolken skriver vad som sägs, vilket sedan visas på en skärm där tolkanvändaren kan läsa texten. En del skrivtolkar använder sig av ett speciellt tangentbord, s.k. Veyboard. Med hjälp av den är det möjligt att skriva i ett högre tempo än det är med ett vanligt tangentbord.

### Att beställa tolk
Tolkar beställs via tolkcentralen i respektive landsting eller via ett privat tolkföretag. De flesta landsting och tolkföretag erbjuder flera olika sätt att beställa tolk på, till exempel via telefon, internet, sms eller fax. Landstinget står för kostnaderna för ett visst antal tolktimmar per tolkanvändare, men endast för döva och hörselskadade som beställer tolk. Alltså kan hörande inte få sina tolkkostnader betalda av landstinget.

### Tolkverksamhetens historia
Teckenspråk- och dövblindtolk är en relativt ny yrkeskategori, men inofficiella tolkar har förmodligen funnits i alla tider. Frälsningsarmén har erbjudit någon form av tolkning till döva sedan 1895. Präster fick länge fungera som tolkar och de blev ofta dövas enda möjlighet till kontakt med hörande. Även hörande barn till döva föräldrar har ofta fått agera tolkar till sina föräldrar.
1947 kom en kunglig kungörelse om tolk för döva och stumma. Tjugo privatpersoner bemyndigades att ta tolkuppdrag, framför allt i domstolar. De flesta av dessa hade döva föräldrar.
1968 beslöt riksdagen att döva skulle ha rätt till fri tolkservice, vilket blev en viktig vändpunkt för dövas möjligheter att delta i samhället. Samma år startade Sveriges första tolkutbildning på Carlborgsons Gård, nuvarande Västanviks folkhögskola.
I december 1981 rekommenderade Handikappsinstitutet landstingen att införa en samordning av tolktjänster för döva och dövblinda. Idag har alla landsting denna service.

### Tolkutbildning idag
Utbildningen till teckenspråk- och dövblindtolk är åtta terminer lång. Innehållet i utbildningen kan variera mellan de olika skolorna, men gemensamt är kurser i teckenspråk, tolkning, samhällskunskap och svenska. Utbildningen finns på tre platser i landet:
- Fellingsbro folkhögskola
- Södertörns folkhögskola
- Västanviks folkhögskola

Utbildningen till skrivtolk är två terminer och finns på Södertörns folkhögskola.

### Att tänka på vid tolkanvändning
- Ha ögonkontakt med din samtalspartner under samtalet, inte med tolken
- Se till att sitta/stå så att samtliga samtalspartner ser dig
- Tolken tolkar allt som sägs, även "mellansnack"
- Tänk på att det är övriga tolkanvändare som är dina samtalspartners och tolken är inte en del av samtalet.

## Utbildning för döva
I Sverige finns det sex grundskolor för döva och hörselskadade. Fem av dessa skolor ligger under specialpedagogiska skolmyndigheten, SPSM, som arbetar för att alla ska få förutsättningar att nå målen för sin utbildning oavsett funktionsförmåga. Den kompetens som inte kan erbjudas av kommunerna och skolorna, fyller SPSM ut.
Sveriges sex dövskolor är följande:
- Birgittaskolan, Örebro
- Kannebäcksskolan, Göteborg (kommunal)
- Kristinaskolan, Härnösand
- Manillaskolan, Stockholm
- Vänerskolan, Vänersborg
- Östervångsskolan, Lund

Den vanliga grundskolan och specialskolan följer till största del samma läroplan, det finns dock undantag för specialskolan som fastställs av Skolverket. Exempelvis så finns inte musik som ett eget ämne, utan har blivit ersatt av dramaundervisning där musik delvis ingår.
Specialskolan har som mål att eleverna ska bli tvåspråkiga samt tillägna sig all kunskap på två språk. Därför har specialskolan ett extra grundskoleår, det vill säga tio år. Detta medför också att eleverna har fler ämnen jämfört med elever i vanlig grundskola, eftersom de läser två språk parallellt under hela grundskolan.
För döva och hörselskadade med utvecklingsstörning och/eller synnedsättning finns i Sverige två skolor, som alla följer grundsärskolans kursplan;
- Åsbackaskolan, Örebro
- Ekeskolan, Örebro

Mellan 2000 till 2013 startade föräldrar i Stockholm en friskola som fick namnet Nya Broskolan. Nya Broskolan är den första fristående grundskolan med teckenspråkig profil. Idén med Nya Broskolan är att vara en öppen skola – mitt i samhället. Skolan är en framtidsvision av samhället där döva, hörselskadade och hörande lever tillsammans och kan kommunicera med varandra också genom teckenspråket och där ser man bara människor.

### Tvåspråkighet i dövas utbildning
Fram till 1860-talet, dövskolans första period, användes teckenspråk som undervisningsspråk och till kommunikation utanför skolan. Det svenska skriftspråket övades bland annat med hjälp av handalfabetet. Det förekom också viss undervisning i tal för de elever som kunde tillägna sig det. Efter 1860 ändrades synen på hur dövundervisningen skulle gå till och stor vikt lades vid tillägnandet av talad svenska. Detta berodde delvis på den dövlärarkongress i Milano 1880 där det fastställdes att den orala undervisningsmetoden skulle ges företräde framför användandet av teckenspråk i dövundervisningen. Teckenspråk började således betraktas som endast lämpligt för svagt begåvade elever. Senare infördes dock en skrivlinje för de elever som misslyckats med talmetoden. Men trots all talträning ansågs elevernas kunskaper i svenska av många vara bristfällig. En på den tiden verksam dövstumpastor, J.M. Björnegård, anför följande:
"En och annan dövstum försöker väl tala, men det är högst få, som kunna göra sig förstådda.":
1981 erkändes teckenspråket som officiellt språk i Sverige. Detta ledde till att läroplanen för specialskolan började förespråka tvåspråkighet; teckenspråk samt skriven svenska. I vissa fall även talad svenska. 1983 kom en ny läroplan enligt vilken eleverna skulle ges möjlighet till denna utveckling mot tvåspråkighet. Samma år som teckenspråket erkändes startades även en kurs i svenska som andraspråk för döva vid Stockholms universitet.
Än idag är specialskolans mål att eleverna ska utveckla en tvåspråkighet samt en medvetenhet om vilket språk som lämpar sig bäst att använda i vilket sammanhang. Idag läggs också större vikt vid tillägnandet av talad svenska då alltfler barn opereras med cochleaimplantat, ci, som ger en typ av hörsel och gör det möjligt för döva att i olika grad tillägna sig talat språk. Enligt bland andra socialstyrelsens referensgrupp bör döva barn med cochleaimplantat även få tillgång till teckenspråk.
Döva barns behov av tvåspråkig undervisning har även uppmärksammats internationellt. Vid International Congress on the Education of the Deaf i Vancouver, Canada den 19 juli 2010 antogs deklarationen ”En ny tid: Dövas delaktighet och samarbete”. Här tog man avstånd från de resolutioner som antogs vid 1880 års ICED-kongress i Milano. Att besluten i Milano ledde till att teckenspråket togs bort från undervisningsprogram för döva runtom i världen ansåg man här ha drabbat dövas livssituation negativt. Istället uppmanades världens länder att respektera alla språk och främja vägar till flerspråkighet och mångkulturell utbildning. Även World Federation of the Deaf, som verkar som rådgivande organ i FN:s ekonomiska och sociala råd, och Sveriges Dövas Riksförbund har i sin rapport ”Döva och mänskliga rättigheter”, som gavs ut i januari 2009, betonat vikten av tvåspråkig undervisning för döva barn, där teckenspråket innefattas. Just användandet av teckenspråk i undervisningen anses mycket viktigt för döva barns möjligheter att senare i livet aktivt kunna delta i samhällslivet. Man menar också att hänsyn bör tas till både det aktuella talade och tecknade språket så att de används separat och inte simultant som ju nu ofta är fallet i dövundervisningen världen över.

## Teckenspråksutbildning för föräldrar (TUFF)
TUFF är en kurs för föräldrar som behöver teckenspråk för kommunikation med sitt barn. Kursen är även för personer som kan likställas med föräldern, exempelvis någon som är gift eller sambo med en förälder. Utbildningsanordnarens kursplan bygger på en kursplan som Skolverket har tagit fram.
Utbildningen är maximalt 240 timmar per förälder, är kostnadsfri samt ges över hela landet.

## CODA-barn
I Sverige brukar man säga hörande barn till döva föräldrar eller CODA-barn (av engelska children of deaf adults). I Sverige finns det cirka 10 000 barn till döva. Majoriteten av alla CODA-barn har teckenspråk som första språk och svenska som andra språk. Enligt forskning som gjorts finns en del gemensamma beteenden hos dessa barn, till exempel så vill barnen ha ögonkontakt även när de kommunicerar på talspråk. Det har även visat sig att barn till döva föräldrar gärna avbryter andra aktiviteter för att kunna ägna full uppmärksamhet åt samtalspartnern, oberoende av om kommunikationen sker på talspråk eller teckenspråk. Dessa barn använder ofta fysiska eller visuella signaler för att få uppmärksamhet. År 2008 skrev fem CODA-barn i 20-årsåldern boken "Kan din mamma lukta". Där tar de bland annat upp sina upplevelser kring kulturell tillhörighet, CODA-barns beteende och skolans brist på kunskap och information om döva och teckenspråk.
Gällande språkutvecklingen hos CODA-barn så startar produktionen av tecken vid cirka 6–7 månaders ålder, medan talproduktionen startar vid 1–1,5 års ålder. Talspråket hos små CODA-barn är inte alltid åldersadekvat eftersom den teckenspråkiga utvecklingen kan gå före svenska språket. Även om teckenspråket under en viss period kan ligga före i utvecklingen betyder inte det att teckenspråket hindrar barnets talutveckling. Det är dock viktigt att barnet får stöd i såväl svenska språket som teckenspråk. 90 % av alla döva får hörande barn.
1968 beslutades det att döva skulle ha rätt till fri tolkservice. Innan dess fanns det präster, dövkonsulenter och frälsningsarmén som ställde upp som tolkar. Tolk som yrke existerade inte och därför var det vanligt förekommande att CODA-barn fick tolka åt sina föräldrar, exempelvis under läkarbesök, sitt eget utvecklingssamtal i skolan, föräldramöten osv. Med andra ord fick många av dessa barn ta ett större ansvar än de flesta andra barn i samma ålder. Många CODA-barn kan också vittna om hur de upplevt sig vara “medlare” mellan den döva och hörande världen.

## Kultur på teckenspråk
På grund av språkskillnader kan döva och hörande uppleva svårigheter när det gäller att ta del av varandras kulturutövande, till exempel kan kultur som bygger på ljud vara svåråtkomlig för personer med hörselnedsättning. På samma sätt som hörande använder sitt eget språk som uttrycksmedel, tillämpar döva teckenspråk när de utövar kultur. Här nedan tas olika kulturyttringar på teckenspråk upp.

### Teater

#### Riksteatern Crea
Riksteatern Crea, ursprungligen Tyst Teater, är en del av Riksteatern, belägen i Hallunda utanför Stockholm, och är den enda professionella teckenspråkiga teatergruppen som finns i Sverige.
1970 startades Tyst Teater, senare kallad Riksteatern Crea, av en grupp studenter på Västanviks Folkhögskola. Efter flera års turnerande blev ensemblen 1977, genom ett regeringsbeslut, en del av Riksteatern. Då blev verksamheten en officiell nationell institution och kunde därmed nå en större och bredare publik av både döva och hörande. 1993 förmådde Riksteatern Crea få Teaterhögskolan i Stockholm att starta landets första professionella utbildning av döva skådespelare, parallellt med dess ordinarie teaterutbildning. Utbildningen lades på is när de första döva skådespelarna utexaminerades tre år senare. 1997 fick teatern utmärkelsen Sveriges Teaterkritikers Stora Pris för "nyskapande eller på annat sätt betydande insats i svenskt teaterliv".
Unga Tyst Teater var ett projekt som pågick 2008–2010 med finansiering från Arvsfonden. Projektets syfte var att underlätta för unga döva kulturintresserade att utveckla sitt konstnärskap, vilket bland annat resulterade i den turnerande öppna scenen Open Sign, som finns kvar än idag.
Riksteatern Crea har genom åren samarbetat med flera olika internationella aktörer. Samproduktioner, seminarier och workshops har skett i samverkan med medarbetare från bland annat Frankrike, Indien, Nordmakedonien, Uganda och USA. 2007 sattes Odysséen upp i samarbete med norska Teater Manu och Cirkus Cirkör. Föreställningen framfördes med hjälp av teater, film, cirkus och teckenspråk.

#### Skådespelarprogrammet på svenskt teckenspråk
Den 1 januari 2011 bildade Teaterhögskolan i Stockholm och Dramatiska institutet en ny gemensam högskola, Stockholms Dramatiska Högskola, med forskning och utbildning inom film, radio, TV och teater. Efter att skådespelarutbildningen för teckenspråkiga lades på is 1996 startades en utredning kring huruvida utbildningen skulle ges igen eller inte. Ett beslut togs om att återinföra utbildningen och Lars Otterstedt och Christina Edenås anställdes i juni 2010, med uppgift att ansvara för utbildningen och dess ledning. Hösten 2011 startade "Skådespelarprogrammet på svenskt teckenspråk" vid Stockholms Dramatiska Högskola. Utbildningen är densamma som skådespelarprogrammet för hörande vid Stockholms Dramatiska Högskola, men med ett döv- och teckenspråkskulturellt perspektiv. Eftersom programmet ges på svenskt teckenspråk innehåller utbildningen ämnen som teckenspråksgestaltning och översättning. I ämnet teckenspråksgestaltning ingår olika delmoment såsom storytelling, teckenspråkpoesi, visual vernacular, sign mime och teckenspråksartikulation. Och under ämnet översättning får eleverna verktyg till att översätta från skriven text till svenskt teckenspråk. Skådespelarprogrammet riktar sig inte bara till teckenspråkiga i Sverige, utan till hela Nordens teckenspråkiga.
Skådespelarprogrammet på svenskt teckenspråk är ett resultat av ett samarbete mellan Stockholms Dramatiska Högskola, Riksteatern Crea, Sveriges Dövas Ungdomsförbund samt Sveriges Dövas Riksförbund.

#### Teckenspråkstolkad improvisationsteater
Sedan våren 2009 har Improvisation & Co i Stockholm regelbundna teckenspråkstolkade improvisationsföreställningar. Den 7 oktober 2010 fick de beviljat tillgänglighetsstöd från Stockholms läns landsting i syfte att integrera teckenspråk i improvisationsteatern.
I sina föreställningar använder sig Improvisation & Co av skuggtolkning, vilket innebär att varje skådespelare/improvisatör har en egen tolk bredvid sig på scenen. Tolken blir då också en del av föreställningen.

### Film

#### Dövfilmfestival
Dövfilmfestival startades år 2000 med initiativ av Gunilla Wågström Lundqvist och Ylva Björklund från Stockholm Dövas Förening, SDF. Festivalen anordnas årligen av SDF i samarbete med Biograf Zita i Stockholm. Stockholms Stads kulturförvaltning och Stockholms läns landstings kulturförvaltning bidrar med finansieringen av festivalen. Kriterierna för en films medverkan i Dövfilmfestival är att filmen ska vara gjord av döva. Även filmer med döva medverkande, teckenspråk och dövkultur är intresseväckande för Dövfilmfestivals kommitté. Till festivalen kommer ungefär 500 besökare varje år.

### TV och internet
Cultura Signa är en oberoende kulturtidskrift på, i första hand, teckenspråk, i andra hand skriven svenska. Den fokuserar på döv- och teckenspråkskultur i såväl Sverige som internationellt, i syfte att sprida mer kunskap om döva, teckenspråkiga och dövvärlden, då särskilt ur ett kulturellt perspektiv. Cultura Signa skapades av företaget Döviana Konsult & Tjänster, som också driver tidskriften i samarbete med diverse frivilliga reportrar, skribenter, filmfotografer och redigerare.
Sveriges Television har flera olika program på teckenspråk.
Teckentorget är SVT:s forum för teckenspråkiga program, samt egenproducerade videor och nyhetsinslag från dövvärlden.
Nyhetstecken startade sina sändningar 26 september 1986, då som världens första teckenspråkiga nyhetsprogram. Fram till 1993 sändes programmet en gång i veckan i tjugo minuter. 1993 började man sända fem minuter varje vardag istället. Idag är programmet tio minuter långt och sänds 17:20  på SVT2 varje vardag.
Perspektiv är SVT:s enda TV-program på teckenspråk som vänder sig till en vuxen publik. Programmet sändes mellan år 2003–2011. Hösten 2011 startade ett nytt program på teckenspråk riktat till en vuxen publik, Lika Olika. Det handlar om kulturkrockar, främst mellan döva och hörande. Programledare är Marie Esters Axelsson, som även tolkar, och komikern Özz Nûjen.
Byss är ett livsstilsprogram som riktar sig till döva ungdomar. Programledare är Gabriella Della Morte Pålstam och Erdem Ekan. Det finns också olika barnprogram på teckenspråk, bland andra Pi, Hej kompis, Sagoträdet och Teckenlådan.
UR har flera utbildningsprogram på teckenspråk, bland andra ungdomsprogrammet Ramp på teckenspråk och barnprogrammet Krokodill. Förutom TV-programmen har UR även två webbsidor där man kan lära sig enkla ord och fraser på teckenspråk.
Det finns även TV-program som tolkas till teckenspråk. Antingen är tolken inskjuten i bildens nederkant, eller så upptar tolken största delen av bildrutan medan originalbilden är infälld i överkanten. 14 december 2011 lanserade TV4 sin tjänst TV4Tolken i TV4Play. Olika TV-program tolkas till teckenspråk på Tolkcentralen i Örebro, med hjälp av teknologi tillhandahållen av företaget Westreamu. I de flesta fall filmas tolkningen i förväg, men när det är livesändningen sker tolkningen live, med några sekunders fördröjning.
Melodifestivalens final har sedan 2010 teckentolkats i SVT Play av aveProduktion AB. 2012 års final tolkades av Helena Wästborn, Pia Nygårds och Tommy Fransson. Wästborn och Fransson gestaltade även festivalens tävlingsbidrag på teckenspråk.

### Musik och poesi
Enligt den svenska skådespelaren och regissören Juli af Klintberg kan teckenspråkspoesi se ut på olika sätt. I Europa är det vanligt att använda ett abstrakt bildspråk snarare än rent teckenspråk, man använder sig alltså mer av visualiseringar och gestaltningar än av lexikala tecken. I USA däremot är det vanligare att använda sig av det amerikanska teckenspråks fasta tecken. Spoken word och slam på teckenspråk är mer vanligt förekommande i USA.
Musik kan även gestaltas på teckenspråk. Melodifestivalens teckenspråkstolkningar är ett exempel på detta. Där strävar man efter att inte bara förmedla texten, utan man försöker även överföra känslan i musiken samt dess karaktär till teckenspråk.
Den finske döva rapparen Signmark använder teckenspråk i sin musik. Hans självbetitlade debutalbum från 2006 bestod av en CD med musik samt en DVD med musikvideor på teckenspråk. 2009 deltog han i Euroviisut, Finlands nationella uttagning till Eurovision Song Contest, i vilken han kom på andra plats med låten Speakerbox. Senare samma år fick han ett skivkontrakt med Warner Music, vilket var en historisk händelse då han var den första döva personen att skriva kontrakt med ett internationellt skivbolag.

### Kulturföreningar

#### WeSign
WeSign är ett mötesforum för alla som vill diskutera tankar och idéer i syfte att främja kultur på svenskt teckenspråk. År 2009, med bidrag från Arvsfonden, startades WeSign som en del av ABF. Deras projekt har resulterat i att teckenspråkiga med hjälp av teckenspråkstolk har fått ta del av kulturella evenemang som Melodifestivalen, Julkalendern och det kungliga bröllopet.

### Kulturdagar

#### Teckenspråkets dag
Den 14 maj 1981 erkände riksdagen svenskt teckenspråk som första språk för döva. Till minne av denna dag och dess innebörd för dövgruppen och teckenspråkets ställning anordnas varje år Teckenspråkets dag i olika städer i Sverige.

#### Dövas dag
Dövas dag i Sverige anordnas tredje helgen i september varje år. Denna dag brukar innehålla olika kulturella inslag såsom utställningar, teckenspråksartister, öppna forum, konferenser och fester.

### Guidning
I Stockholm finns det 350 auktoriserade guider, varav fem guidar på teckenspråk. Alla guider är döva och har gått en guideutbildning som anordnades av Stockholms Dövas Förening i samarbete med Stockholm Visitors Board AB.
Vasamuseet har egna guidade turer på teckenspråk. Dess tre guider är utbildade via Vasamuseet i samarbete med Tolkcentralen vid Stockholms läns landsting. Museet erbjuder en kostnadsfri pedagogisk barnverksamhet och en guidad tur, båda på teckenspråk, sista helgen varje månad.
Det finns även guidade turer som tolkas från tal till teckenspråk, bland andra SL:s konstvisningar i Stockholms tunnelbana.
Örebrokompaniet erbjuder även guidade vandringar eller teatervandringar bland annat på Örebro slott. 

## Döva i världen
Världshälsoorganisationen, WHO, uppskattar att det finns ungefär 59 miljoner människor i världen som kan betecknas som gravt hörselskadade eller döva. 80 % av dessa lever i utvecklingsländer. Att antalet döva är så många just där beror på att hörselnedsättning i 50 % av fallen orsakas av sjukdomar, miljöpåverkan och olyckor som oftare drabbar människor i just utvecklingsländer.
Vilka förutsättningar som ges döva i världen varierar mycket från plats till plats. På vissa håll ges möjligheter för döva att studera på hög nivå och lyckas med en yrkeskarriär. I USA finns det t.ex. ett universitet för döva, Gallaudet University. I Sverige finns utbildade döva språkvetare, psykologer, jurist doktorer, tandläkare, socionomer osv. Det finns också flera exempel på döva politiker som är verksamma bland annat i EU-parlamentet. Men det finns också länder där döva inte tillåts ta körkort, har begränsad möjlighet att tillägna sig utbildning eller av olika orsaker utestängs från högre studier. Det är också få länder som kan erbjuda en tolktjänst som ger döva möjlighet till delaktighet i samhället.
Organisationen World Federation of the Deaf, WFD, verkar bland annat som rådgivande organ i FN:s ekonomiska och sociala råd. Organisationen anser att fler länders erkännande av teckenspråk är en av de viktigaste åtgärderna för att möjliggöra dövas delaktighet i samhällslivet. Analfabetismen bland döva antas vara så hög som 80 % vilket av många anses bero på bristfällig undervisning där teckenspråkets betydelse för döva barns möjlighet att tillägna sig kunskap inte tas i beaktande. Ett annat problem är också att dövhet i många samhällen och familjer fortfarande ses som en skam eller ett straff. Många döva har dessutom sämre möjligheter att skaffa sig en inkomst. Detta leder bland annat till att döva ofta har dåliga förutsättningar att kunna bilda familj och klara av en försörjning.

## Kartläggning av teckenspråk
Många tror att teckenspråk är internationellt och ser likadant ut över hela världen. Men precis som talade språk varierar teckenspråken beroende på geografiskt läge, hur människor förflyttar sig mellan olika platser, behov av ord och uttryck, osv. När det gäller teckenspråk så kan spridningen av ett språk se annorlunda ut än för de talade språken. Till exempel så är det teckenspråk som används i USA mer likt det franska teckenspråket än det engelska talspråket. Detta beror på att de första dövskolorna i USA lät sig inspireras av de undervisningsmetoder för döva som användes i Frankrike.
Hur många teckenspråk som egentligen finns i världen är svårt att säga. Precis som med talade språk är det svårt att veta vad som ska definieras som ett språk och vad som snarare är en dialekt. I talade språk har uppdelningarna ibland skett av geografiska och politiska, snarare än av rent språkmässiga skäl. Det finns idag omkring 160 registrerade teckenspråk i världen. Kriterierna för att registrera ett teckenspråk är samma som kriterierna för att registrera ett talat språk. Språket måste uppnå ett visst mått av olikhet jämfört med andra språk, det måste vara begripligt för användarna, det måste ha betydelse för användarnas identitet och det måste kunna visa på en litterär tradition (men inte nödvändigtvis skriftlig).
Även om det idag finns omkring 160 registrerade teckenspråk menar många språkforskare att det faktiska antalet teckenspråk som används just nu i världen är betydligt högre. Detta eftersom det i många länder observerats att det finns ett nationellt teckenspråk och flera lokala teckenspråk som används i olika byar.  Arbetet med att registrera teckenspråk är också så pass nytt att det inte finns någon fastställd metod för hur detta skall gå till. Världens registrerade teckenspråk finns listade på språkorganisationen SIL Internationals hemsida. SIL arbetar med att främja språkliga gemenskaper världen över genom bland annat forskning. Organisationen har även gett ut ett sammanställande verk över världens 6 909 nu levande och kända språk. Här finns även teckenspråken med.

## Audism
Termen audism myntades 1977 av Tom Humphries, men det var först under 90-talet som termen spreds och började användas mer allmänt. Humphries definierar audism som att ”föreställningen att man är överlägsen bygger på en förmåga att höra eller att bete sig på samma sätt som en som hör”. Audism är sättet att dominera, omstrukturera och utöva myndighet över döva. Ordet audism kommer från det latinska ordet audire som betyder ”att höra”. Begreppet kan jämföras med rasism, tron på en ras överlägsenhet, eller i det här fallet: hörselförmågans överlägsenhet.
Författaren Patrik Nordell delar in audism i tre olika nivåer, där den första är på individuell nivå. Med detta menar han att en individ kan ha åsikten att denna är överlägsen någon baserat på sin förmåga att höra. Nästa nivå är den institutionella, vilket innebär att en hel institution utövar audism genom att ha ett system som bygger på förmågan att höra. Att höra ger fördelar i denna institutions system. Den sista nivån är den ideologiska/metafysiska nivån som syftar till den mer allmänna föreställningen om människan som en varelse med hörseln som ett självklart kännetecken.. En person som utövar audism kallas audist (jfr rasist).

## Organisationer för döva
- Sveriges Dövas Riksförbund
- Riksföreningen för Hörselskadade och Döva Barn med Familjer
- Riksförbundet för Döva, Hörselskadade och Språkstörda Barn
- Förbundet Sveriges Dövblinda
- Svenska Dövidrottsförbundet
- Sveriges Dövas Ungdomsförbund
- Signhammer
- World Federation of the Deaf
- World Federation of the Deaf Youth Section
- European Union of Deaf Youth
- Dövas Nordiska Ungdomsråd